# Nord Noratlas

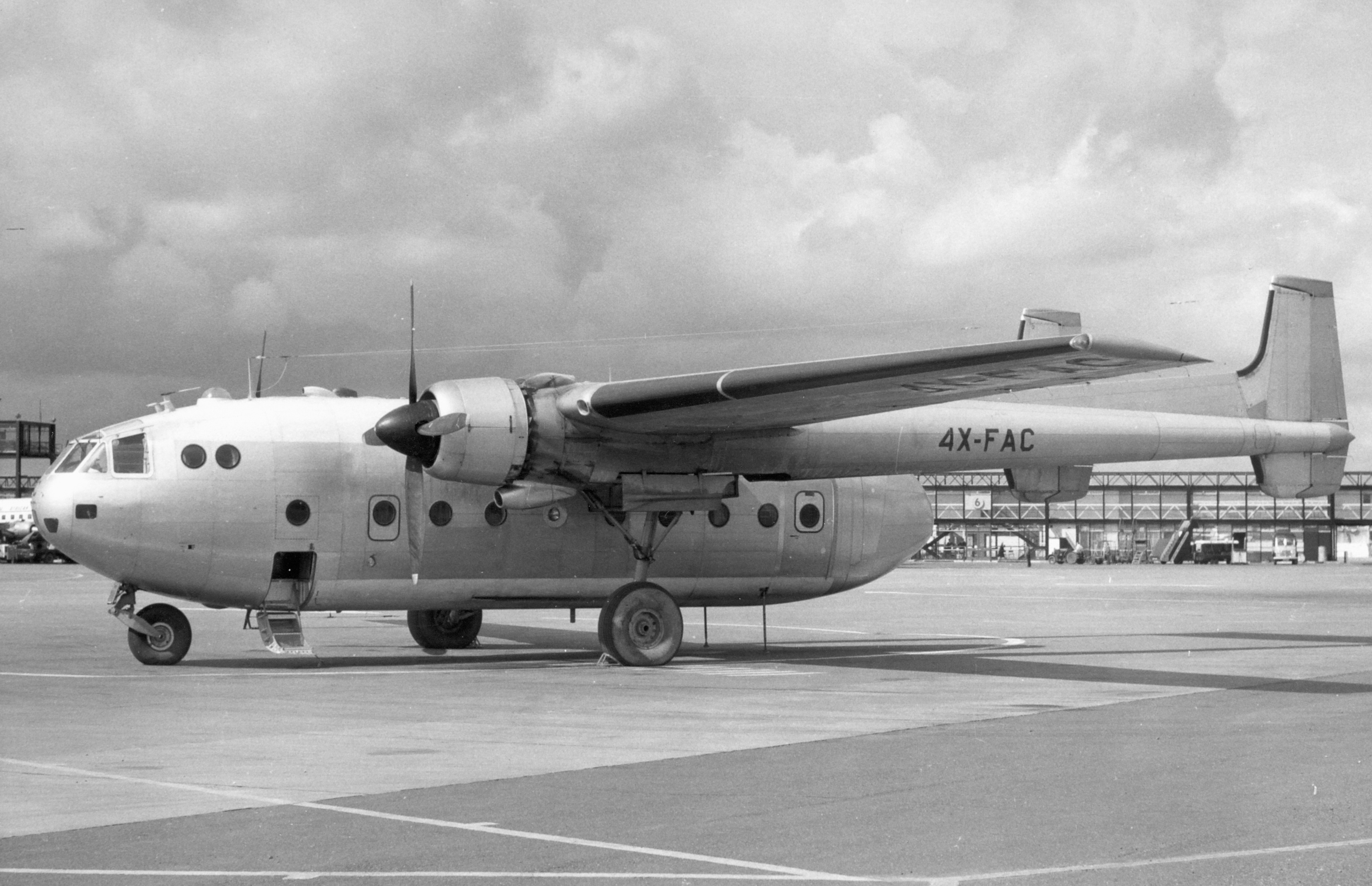
4X-FAC, Nord 2501 Noratlas de la Fuerza Aérea de Israel (cn 134 Ex. GAF 043), en Gatwick (1963).

El Nord Noratlas fue un avión de transporte diseñado a finales de los años 1940 por la compañía francesa Nord Aviation. El Noratlas realizó su primer vuelo el 10 de septiembre de 1949, y entró en servicio en el año 1953. Se llegaron a fabricar más de 400 unidades.

## Usuarios
| AngolaFuerza Aérea Angoleña YibutiFuerza Aérea de Yibuti FranciaArmée de l'air AlemaniaLuftwaffe GreciaFuerza Aérea Griega IsraelFuerza Aérea Israelí MozambiqueFuerza Aérea Mozambiqueña NígerFuerza Aérea de Níger NigeriaFuerza Aérea Nigeriana PortugalFuerza Aérea Portuguesa RuandaFuerza Aérea de Ruanda UgandaFuerza Aérea de Uganda | ArgeliaAir Algérie República DominicanaCibao Cargo Airways EcuadorAerotaxis Ecuatorianos S. A. (ATESA) Francia - Transvalair - Union des Transports Aériens - Union Aéromaritime de Transport AlemaniaElbeflug ZaireGuila Air |

## Especificaciones (N 2501)
Referencia datos: Macdonald Aircraft Handbook.

### Características generales
- Tripulación: 4-5
- Longitud: 22 m (72 ft)
- Envergadura: 32,5 m (106,6 ft)
- Altura: 6 m (19,7 ft)
- Superficie alar: 101,2 m² (1089,3 ft²)
- Peso vacío: 13 302 kg (29 317,6 lb)
- Peso máximo al despegue: 20 603 kg (45 409 lb)
- Planta motriz: 2× motores radiales Bristol Hercules 738/739.
  - Potencia: 1537 kW (2061 HP; 2090 CV) cada uno.

### Rendimiento
- Velocidad nunca excedida (Vne): 440 km/h (273 MPH; 238 kt)
- Velocidad máxima operativa (Vno): 405 km/h (252 MPH; 219 kt)
- Velocidad crucero (Vc): 320 km/h (199 MPH; 173 kt)
- Alcance: 2500 km (1350 nmi; 1553 mi)
- Radio de acción: km
- Alcance en combate: km
- Techo de vuelo: 7100 m (23 294 ft)
- Régimen de ascenso: 5,5 m/s (1083 ft/min)

### Aeronaves similares
- Armstrong Whitworth AW.660 Argosy
- Blackburn Beverley
- Fairchild C-119 Flying Boxcar